# 일리언 6 - 더 싸인 666
《일리언 6: 더 싸인 666》(영어: Children of the Corn 666: Isaac's Return)은 미국에서 제작된 커리 스코글런드 감독의 1999년 초자연 슬래셔 영화이다. 옥수수밭의 아이들 영화 시리즈 여섯 번째 작품이다. 프랜차이즈 첫 시작인 《옥수수밭의 아이들》(1984)과 줄거리상 직접 연결되는 첫 비디오 영화 속편이며, 존 프랭클린이 주연으로 재등장하였다. 빌 베리 등이 제작에 참여하였다. 
속편 《일리언 7》(2001)로 이어진다. 

## 줄거리
19살 생일 전날 해나는 생모를 찾아 네브래스카주 개틀린을 방문해 주민 게이브리얼로부터 도움을 받는다.
한편 죽은 것으로 여겨졌던 아이작은 실은 혼수 상태에 빠져 개틀린 병원에 입원해 있었다. 깨어난 아이작은 아들 맷을 선택된 자로 삼고 해나와 맷을 합일시키는 의식을 강제로 진행하려 한다.
해나는 도망치고, 해나의 생모 레이철은 아이작이 거짓 선지자라고 비난한다. 게이브리얼과 다시 만난 해나는 헛간에서 관계를 갖는다. 맷은 낫 위로 쓰러져 자살한다.
가공할 초능력을 선보이며 본색을 드러낸 게이브리얼은 아이작이 컬트 내에서 탄생한 첫 아이인 자신의 권리를 부정하고 친자 맷을 우선했지만 “옥수수밭 고랑 뒤를 걷는 자”는 결국 자신에게 임했음을 밝힌다. 게이브리얼이 아이작을 납관으로 찔러 죽이자 레이철이 게이브리얼 배에 낫을 박아 넣고 해나와 함께 도망친다. 그러나 게이브리얼은 곧 멀쩡하게 회복한다. 
“이미 씨앗은 뿌려져” 해나는 옥수수 신의 아이를 임신한 상태이며, 이 아이가 훗날 컬트의 유산을 승계해 이끌어 나가게 될 것임이 암시된다.

## 출연진
- 존 프랭클린 - 아이작 크로너 역
- 내털리 램지 - 해나 마틴 역
- 낸시 앨런 - 레이철 콜비 역
- 폴 포퍼위치 - 게이브리얼 역
- 앨릭스 커롬제이 - 코라 보안관 역
- 존 패트릭 화이트 - 맷 크로너 역
- 네이선 벡스턴 - 제시 역
- 윌리엄 프레이얼 - 제이크 역
- 시드니 베넷 - 모건 역: 맷의 여자친구.
- 스테이시 키치 - 마이클스 의사 역
- 게리 불럭 - 재커라이아 역

## 기타 제작진
- 협력 제작: 크레이그 니컬스
- 배역: 에드 미첼, 로빈 레이
- 미술: 스튜어트 블랫
- 의상: 니클라스 J. 팔름